# Cola scheffleri
Cola scheffleri là một loài thực vật có hoa thuộc phân họ Sterculioideae của họ Malvaceae.
Loài này chỉ có ở Tanzania.